# Nicolas Bourbaki
Nicolas Bourbaki es el nombre colectivo de un grupo de matemáticos franceses que, en los años 1930, se propusieron revisar los fundamentos de la matemática con una exigencia de rigor mucho mayor que la que entonces era moneda corriente en esta ciencia. Fundado el grupo en 1935, inició la publicación de sus monumentales Elementos de matemática de acuerdo con el nuevo canon de rigor y el método axiomático, pretendiendo cubrir las bases de toda la matemática.

## Origen del nombre

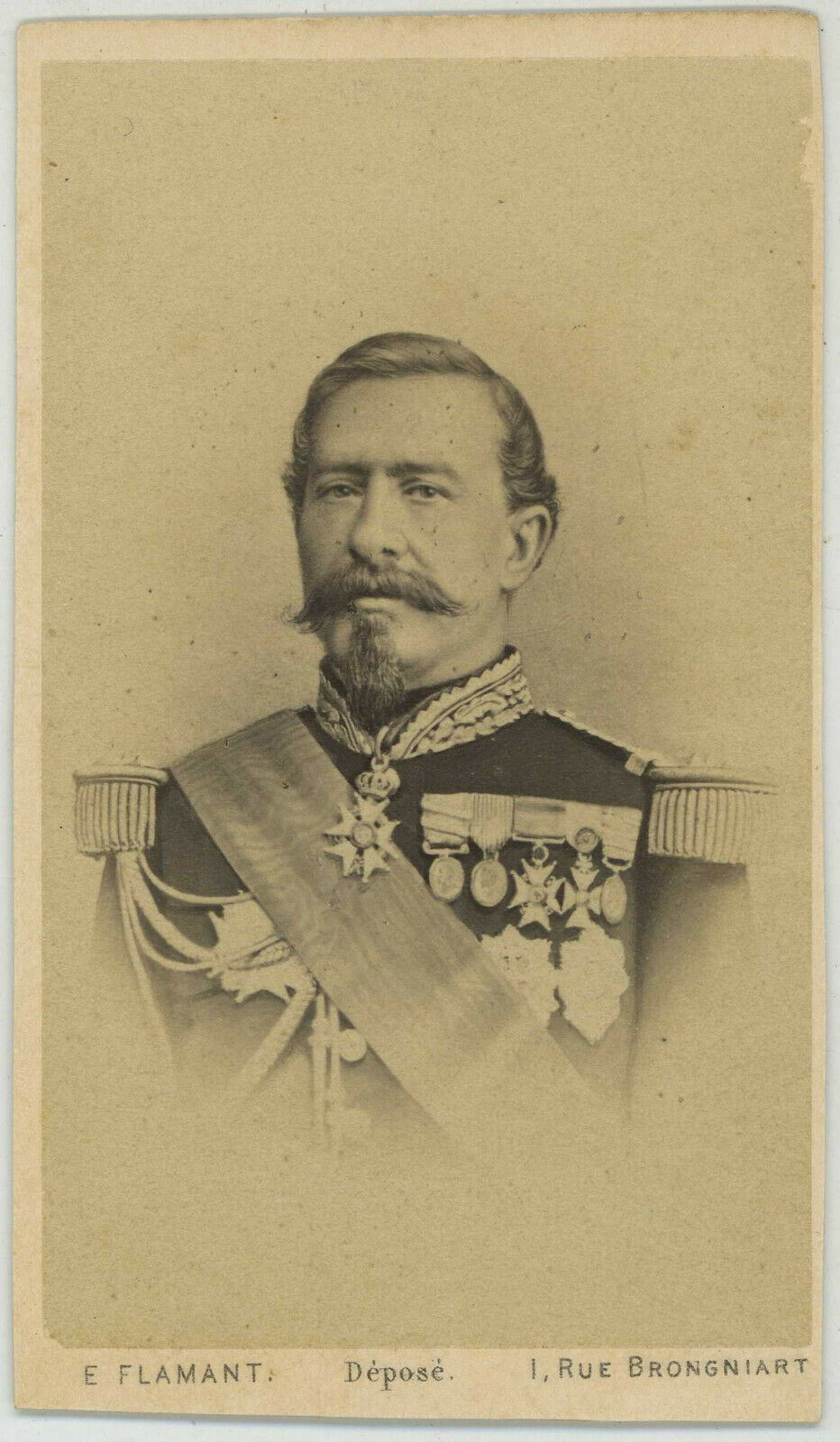
Charles Denis Bourbaki

El epónimo "Bourbaki" se refiere a un general francés, Charles Denis Bourbaki. Fue adoptado por el grupo como una referencia a una anécdota estudiantil acerca de una conferencia matemática engañosa, y también posiblemente a una estatua.

## Organización
Desde el principio trataron de mantener la simpática ficción de que Nicolas Bourbaki era un matemático «poldavo». Por eso el nombre de sus miembros, que cambian a lo largo del tiempo, es uno de los secretos mejor guardados (al igual que su forma de organizarse), aunque se sabe que en su mayoría son franceses. En su página web ya reconocen que el grupo fue fundado inicialmente por Henri Cartan, Claude Chevalley, Jean Coulomb, Jean Delsarte, Jean Dieudonné, Charles Ehresmann, René de Possel, Szolem Mandelbrojt y André Weil. Eran antiguos alumnos de la Escuela Normal Superior de París que, a iniciativa de Cartan y Weil y bajo el grito de guerra "todos deben interesarse en todo", se propusieron redactar textos nuevos para sus clases. Parece seguro que los mejores matemáticos franceses de mediados del siglo XX (Jean-Pierre Serre, Alexandre Grothendieck, Laurent Schwartz, Pierre Samuel, Jean-Louis Koszul, Armand Borel, Pierre Cartier, Roger Godement) en algún momento han formado parte del grupo, al igual que alguno de otra nacionalidad (Samuel Eilenberg, John Tate).

## Trabajos
Hasta el año (2006) ha redactado los volúmenes de: 
- Teoría de conjuntos[4]
- Álgebra[5][6][7]
- Topología general
- Función real
- Espacio vectorial topológico
- Integración[8][9]
- Álgebra conmutativa[10]
- Variedad diferenciable y Variedad matemática
- Grupo de Lie y Álgebra de Lie
- Teoría espectral.

Esos volúmenes contienen notas históricas que han sido publicadas aparte, formando unos apreciados, aunque muy incompletos aún (2006) volúmenes cuyo corpus recibe el nombre de Elementos de Historia de la matemática.

## Repercusión
- Su impacto en la matemática contemporánea ha sido enorme, y desde los años 1950 puede decirse que su exigencia de rigor ha sido universalmente aceptada en matemática, junto con el estilo particular en que la expresan, siendo muy diferentes los textos actuales de los prebourbakianos. Este éxito ha vuelto innecesaria la continuación de su obra, pues desde los años 1960 todos los textos se redactan ya siguiendo sus exigencias. No obstante, en París sigue desarrollándose el Seminario Bourbaki, donde cada año se exponen los principales avances de la matemática.

- La "tragedia" de este titánico intento de fundamentar toda la matemática es que eligieron como punto de partida la teoría de conjuntos y, cuando en los años 1950 y 1960 apareció la teoría de categorías como supuesto principio unificador de toda la matemática conocida, decidieron con pleno conocimiento de causa no seguir ese laberinto («ese infierno» en sus propias palabras) renunciando así a su propósito inicial.

- En la Universidad de Valladolid se institucionalizó la celebración de una fiesta el último viernes de cada mes de noviembre para conmemorar al grupo de matemáticos.[11]
- Clamaron "Muera Euclides". No lo han conseguido, hasta la geometría básica se ha ampliado y ha surgido la geometría computacional. Se quiso fundamentar la matemática básica sobre conocimientos conjuntistas y algebraicos, fracasó como fue previsto por René Thom y Lev Pontriaguin.[12]

- El dúo musical estadounidense Twenty One Pilots, lo menciona en su canción "Morph", publicada en 2018: "He'll always try to stop me, that Nicolas Bourbaki. He's got no friends close but those who know him most know. He goes by Nico, he told me I'm a copy. When I'd hear him mock me, that's almost stopped me.". Su nombre estilizado como twenty øne piløts hace referencia al conjunto vacío. También hacen referencia a este colectivo en el sencillo Nico and the Niners, Nico es la abreviación de Nicolas y "the niners" hace referencia a que fue creado por 9 personas. La última referencia es en , ya que entre las imágenes se puede ver una de las fotos del creador del símbolo ø.